# ATC V09 – Diagnosztikában használt radiofarmakonok
Az ATC V09 – Diagnosztikában használt radiofarmakonok a gyógyszerek anatómiai, gyógyászati és kémiai osztályozási rendszerének (ATC) egyik alcsoportja.
| ATC V   | Egyéb                                    |
| ------- | ---------------------------------------- |
| ATC V01 | Allergének                               |
| ATC V03 | Minden egyéb terápiás készítmény         |
| ATC V04 | Diagnosztikumok                          |
| ATC V06 | Általános tápszerek                      |
| ATC V07 | Összes egyéb, nem terápiás készítmény    |
| ATC V08 | Kontrasztanyagok                         |
| ATC V09 | Diagnosztikában használt radiofarmakonok |
| ATC V10 | Terápiában használt radiofarmakonok      |
| ATC V20 | Sebészeti kötözőszerek                   |

## V09A Központi idegrendszer

### V09AATechnécium- (99mTc) vegyületek
V09AA01 Technécium (99mTc) exametazim
V09AA02 Technécium (99mTc) bicizát

### V09AB Jód- (123I) vegyületek
V09AB01 Jód iofetamin (123I)
V09AB02 Jód ioloprid (123I)
V09AB03 Jód ioflupán (123I)

### V09AX Egyéb központiidegrendszer-diagnosztikai radiofarmakonok
V09AX01 Indium (111In) pentetinsav

## V09B Csontrendszer

### V09BA Technécium- (99mTc) vegyületek
V09BA01 Technécium- (99mTc) oxidronsav
V09BA02 Technécium- (99mTc) medronsav
V09BA03 Technécium- (99mTc) pirofoszfát
V09BA04 Technécium- (99mTc) butedronsav

## V09C Renal system

### V09CA Technécium- (99mTc) compounds
V09CA01 Technécium- (99mTc) pentetic acid
V09CA02 Technécium- (99mTc) succimer
V09CA03 Technécium- (99mTc) mertiatide
V09CA04 Technécium- (99mTc) gluceptate
V09CA05 Technécium- (99mTc) gluconate

### V09CX Other renal system diagnostic radiopharmaceuticals
V09CX01 Sodium iodohippurate (123I)
V09CX02 Sodium iodohippurate (131I)
V09CX03 Sodium iothalamate (125I)
V09CX04 Chromium (51Cr) edetate

## V09D Hepatic and reticulo endothelial system

### V09DA Technetium (99mTc) compounds
V09DA01 Technetium (99mTc) disofenin
V09DA02 Technetium (99mTc) etifenin
V09DA03 Technetium (99mTc) lidofenin
V09DA04 Technetium (99mTc) mebrofenin
V09DA05 Technetium (99mTc) galtifenin

### V09DB Technetium (99mTc), particles and colloids
V09DB01 Technetium (99mTc) nanokolloid
V09DB02 Technetium (99mTc) mikrokolloid
V09DB03 Technetium (99mTc) millimikrogömbök
V09DB04 Technetium (99mTc) ón kolloid
V09DB05 Technetium (99mTc) kén kolloid
V09DB06 Technetium (99mTc) rénium-szulfid kolloid
V09DB07 Technetium (99mTc) fitát

### V09DX Other hepatic and reticulo endothelial system diagnostic radiopharmaceuticals
V09DX01 Szelén (75Se) tauroszelkolinsav

## V09E Respiratory system

### V09EA Technetium (99mTc) inhalants
V09EA01 Technetium (99mTc) pentetic acid
V09EA02 Technetium (99mTc) technegas
V09EA03 Technetium (99mTc) nanocolloid

### V09EB Technetium (99mTc) particles for injection
V09EB01 Technetium (99mTc) macrosalb
V09EB02 Technetium (99mTc) microspheres

### V09EX Other respiratory system diagnostic radiopharmaceuticals
V09EX01 Krypton (81mKr) gas
V09EX02 Xenon (127Xe) gas
V09EX03 Xenon (133Xe) gas

## V09F Thyroid

### V09FX Various thyroid diagnostic radiopharmaceuticals
V09FX01 Technetium (99mTc) pertechnetate
V09FX02 Sodium iodide (123I)
V09FX03 Sodium iodide (131I)

## V09G Cardiovascular system

### V09GA Technetium (99mTc) compounds
V09GA01 Technetium (99mTc) sestamibi
V09GA02 Technetium (99mTc) tetrofosmin
V09GA03 Technetium (99mTc) teboroxime
V09GA04 Technetium (99mTc) human albumin
V09GA05 Technetium (99mTc) furifosmin
V09GA06 Technetium (99mTc) stannous agent labelled cells
V09GA07 Technetium (99mTc) apcitide

### V09GB Iodine (125I) compounds
V09GB01 Fibrinogen (125I)
V09GB02 Iodine (125I) human albumin

### V09GX Other cardiovascular system diagnostic radiopharmaceuticals
V09GX01 Thallium (201Tl) chloride
V09GX02 Indium (111In) imciromab
V09GX03 Chromium (51Cr) chromate labelled cells

## V09H Inflammation and infection detection

### V09HA Technetium (99mTc) compounds
V09HA01 Technetium (99mTc) human immunoglobulin
V09HA02 Technetium (99mTc) exametazime labelled cells
V09HA03 Technetium (99mTc) antigranulocyte antibody
V09HA04 Technetium (99mTc) sulesomab

### V09HBIndium(111In) compounds
V09HB01 Indium (111In) oxinate labelled cells
V09HB02 Indium (111In) tropolonate labelled cells

### V09HX Egyéb gyulladás- és fertőzésészleléshez használt radiofarmakonok
V09HX01 Gallium (67Ga) citrát

## V09I Tumour detection

### V09IA Technetium (99mTc) compounds
V09IA01 Technetium (99mTc) antiCarcinoEmbryonicAntigen antibody
V09IA02 Technetium (99mTc) antimelanoma antibody
V09IA03 Technetium (99mTc) pentavalent succimer
V09IA04 Technetium (99mTc) votumumab
V09IA05 Technetium (99mTc) depreotide
V09IA06 Technetium (99mTc) arcitumomab

### V09IB Indium (111In) compounds
V09IB01 Indium (111In) pentetreotid
V09IB02 Indium (111In) satumomab pendetid
V09IB03 Indium (111In) antiovariumcarcinoma antitest
V09IB04 Indium (111In) capromab pendetid

### V09IX Egyéb diagnosztikai radiofarmakonok tumorvizsgálathoz
V09IX01 Jobenguán (123I)
V09IX02 Jobenguán (131I)
V09IX03 Jód (125I) CC49-monoklonális antitest
V09IX04 Fludezoxiglükóz (18F)

## V09X Other diagnostic radiopharmaceuticals

### V09XA Jód- (131I) compounds
V09XA01 Jód- (131I) norkoleszterin
V09XA02 Jódkoleszterin (131I)
V09XA03 Jód (131I) emberi albumin

### V09XX Egyéb diagnosztikai radiofarmakonok
V09XX01 Kobalt (57Co) cianokobalamin
V09XX02 Kobalt (58Co) cianokobalamin
V09XX03 Szelén (75Se) norkoleszterin
V09XX04 Vas(III)- (59Fe) citrát